# Oniticellobia reticulata
Oniticellobia reticulata är en stekelart som beskrevs av Boucek 1976. Oniticellobia reticulata ingår i släktet Oniticellobia och familjen puppglanssteklar.
Artens utbredningsområde är:
- Etiopien.
- Namibia.

Inga underarter finns listade i Catalogue of Life.